# Thụy Việt
Thụy Việt là một xã thuộc huyện Thái Thụy, tỉnh Thái Bình, Việt Nam.
Xã có diện tích 5,15 km², dân số năm 1999 là 4503 người, mật độ dân số đạt 874 người/km².

## Vị trí
Địa giới hành chính xã Thụy Việt phía Đông giáp với các xã Thụy Quỳnh, phía Nam giáp xã Dương Phúc, giáp với xã Thụy Hưng ở phía Tây, Giáp với xã Cộng Hiền, xã Cao Minh huyện Vĩnh Bảo của Hải Phòng ở phía Bắc. Xã Thụy Việt là xã giáp ranh của Thái Bình với thành phố Hải Phòng, được ngăn cách bởi con sông Hóa như là ranh giới tự nhiên.

## Hành Chính
Xã Thụy Việt hiện nay có 5 thôn là: An Cúc Đông, An Cúc Tây, Hòa Đồng, Cao Trai và Việt Tân.

## Di tích lịch sử
Di tích lịch sử nổi tiếng nhất của xã Thụy Việt là đền Tứ Xã nằm ở thôn Cao Trai, thờ tướng Đặng Huấn, quan thời nhà Lê, được cấp bằng Di tích lịch sử cấp Tỉnh. Tại thôn An Cúc Tây có đền Gọc Chợ, thờ tả tướng Ngô Đức Thuần, vị tướng cầm quân chấn giữ chống giặc dọc sông Hóa. Xã có 3 ngôi chùa và 3 đình làng.